# Arsenal F.C.
Nogometni klub Arsenal (imenovan tudi Arsenal, The Arsenal, The Gunners, Topničarji ) je angleški nogometni klub iz Londona. Klub nastopa v angleškem državnem prvenstvu - Premier League in je eden najuspešenjših klubov v Angliji. Arsenal je osvoji trinajst naslovov državnega prvaka in trinajst FA Pokalov. V letu 2005/06 je postal prvi nogometni klub iz Londona, ki se je uvrstil v finale Lige prvakov. Arsenal je tudi član G-14 – skupine vodilnih nogometnih klubov v Evropi
Arsenal je bil ustanovljen leta 1886 v jugovzhodnem delu Londona. Toda leta 1913 se klub preseli v severni del na stadion  Highbury. Maja 2006 je klub dobil novi Emirates Stadium, ki je v neposredni bližjini starega Highbury-a. Arsenalov zgodovinski tekmec je Tottenham Hotspur, katerega stadion je le 6 km oddaljen od Arsenalovega. Boj za vrh angleškega nogometa pa Arsenal bije s Chelseajem, Liverpoolom, Manchester Unitedom, Manchester Cityjem in Tottenhamom.

## 10 najdražjih nakupov v zgodovini kluba
1. Nicolas Pépé iz LOSC Lille – 72 mio. EUR
2. Pierre-Emerick Aubameyang iz Borussie Dortmund – 57,4 mio EUR
3. Alexandre Lacazette iz Lyona – 47,7 mio EUR
4. Thomas Partey iz Atletica Madrid – 45 mio EUR
5. Mesut Özil iz Real Madrida – 42,3 mio EUR
6. Granit Xhaka iz Borussie Mönchengladbach – 40,5 mio. EUR
7. Alexis Sánchez iz Barcelone – 38,5 mio. EUR
8. Shkodran Mustafi iz Valencie – 36,9 mio. EUR
9. Henrikh Mkhitaryan iz Manchester Uniteda – 30,6 mio EUR
10. William Saliba iz Saint-Étienna – 27 mio EUR

## Zgodovina
Arsenal je bil ustanovljen pod imenom Dial Square v jugovzhodnem predelu Londona, imenovanem Woolwich. Ustanovitelji so bili zaposleni v podjetju Royal Arsenal – tovarni orožja. Kmalu za tem so tudi klub preimenovali v Royal Arsenal. Leta 1891 je klub postal profesionalen, hkrati pa so spremenili ime v Woolwich Arsenal. Leta 1893 je klub postal del druge lige (Second Division). Leta 1904 se je uvrstil v prvo ligo (First Division). Naslednja leta so bila krizna, tako da je klub leta 1910 doživel bankrot. Klub je prevzel Sir Henry Norris in ga leta 1913 po padcu v drugo ligo preselil v severni del Londona na novi stadion Highbury. Posledično so opustili tudi ime Woolwich. V prvo angleško ligo je Arsenal prišel ponovno leta 1919.
Leta 1925 je  Arsenalov trener postal Herbert Chapman. Uvedel je takrat revolucionarne spremembe v taktiki in na treningih. V klub je pripeljal tudi nekaj zvezdnikov, kot sta bila Alex James in Cliff Bastin. Rezultat dela je bila Arsenalova prevlada v med letoma 1930 in 1938; petkrat so zmagali v prvi ligi in dvakrat v FA Pokalu. Chapman je sicer umrl že leta 1934, toda njegovo delo je nadaljeval George Allison. Chapman je tudi zaslužen za spremembo bližnje podzemne železniške postaje v Arsenal Tube Station, kar je edina podzemna železniška postaja poimenovana po nogometnem klubu.
Po drugi svetovni vojni je Arsenal pod vodstvom Toma Whittakerja osvojil ligo v sezonah 1947-48 in 1952-53 ter FA Pokal 1949-50. V naslednjih sezonah je ekipa ostala brez osvojenih pokalov. 
Arsenal je ponovno doživel boljše čase, ko je trener postal nekdanji klubski fizioterapevt Bertie Mee leta 1966. Pod dveh pokalnih porazih v finalih, so v sezoni 1969-70 osvojili Pokal velesejemskih mest, kar je bila njihova prva Evropska lovorika. Naslednjo sezono je sledil še večji uspeh, saj so osvojili ligo in pokal. Sledile so večje spremembe v moštvu, ki pa v naslednjem desetletju niso prinesle večjih uspehov. Edini uspeh je bila zmaga v FA Pokalu leta 1979, ko so z zadetkom v zadnji minuti z rezultatom 3–2 premagali Manchester United.
Vrnitev bivšega igralca, tedaj na trenersko mesto, Georga Grahama leta 1986 je prinesla tretje obdobje uspehov. Arsenal je osvojil ligaški pokal v sezoni 1986-87, angleško ligo v sezonah 1988-89 in 1990-91, ko so izgubili le eno tekmo, FA Pokal in ligaški pokal v sezoni 1992-93 ter še drugo evropsko lovoriko v Pokalu pokalnih zmagovalcev v sezoni 1993-94. Leta 1995 je Graham zapustil Arsenal po aferi o prejemanju plačila od norveškega agenta Runa Haugeja pri nakupu igralcev. 
Od leta 1996 je klub vodil Arsène Wenger, ki je uvedel nove taktike in nov način treninga. V klub je pripeljal številne tuje, predvsem francoske, igralce ter jih pomešal z domačimi talentiranimi igralci. Arsenal je še dvakrat osvojil ligo in pokal v sezonah 1997-98 in 2001-02. Poleg tega se je še uvrstil v finale Pokal UEFA leta 2000, kjer je bil poražen po enajstmetrovkah proti Galatasarayu). Osvojili so še dva FA Pokala - 2002-03 in 2004-05. V sezoni 2003-04 so zmagali v Premier Ligi brez poraza, zaradi česar so jih poimenovali The Invincibles (angleško 'nepremagljivi'). Skupaj s prejšnjo in naslednjo sezono so zbrali kar 49 zaporednih tekem brez poraza, kar je angleški rekord. V sezoni 2005-06 so se uvrstili v finale Lige prvakov, kjer jih je premagala FC Barcelona z rezultatom 2-1.

## Grb
Prvi grb takratnega Royal Arsenala je nastal leta 1888. Imel je tri topove usmerjene navzgor, podobne dimnikom. Prvič so grb zamenjali leta 1913, naslednjič leta 1922 ter še leta 1925. Leta 1949 so grb posodobili, obarvali in mu dodali latinski moto Victoria Concordia Crescit, kar pomeni 'zmaga pride s harmonijo'. Zaradi številnih težav z registracijo grba kot blagovne znamke so leta 2002 predstavili nov grb, ki ga uporabljajo še danes. Ta je veliko bolj modernejše oblike, kar je povzročilo kritike navijačev, saj naj ne bi upošteval tradicije. Kljub vsemu grb ostaja.

## Barve in oprema
Večino Arsenalove zgodovine so bili domači dresi svetlo rdeči in z belimi rokavi in belimi športnimi hlačkami. Izbira rdeče je posledica donacije kluba Nottingham Forest, kmalu po ustanovitvi leta 1886. Dva takratna igralca sta namreč pred preselitvijo v Woolwich igrala za Nottingham Forest. Ker je bila to prva ekipa v okolici, tudi ni bilo možno dobiti opreme. Tako sta igralca prosila za pomoč in dobila komplet dresov in žog. Majica je bila v celoti temno rdeča, z belimi hlačami in modrimi nogavicami. 
Leta 1933  je Herbert Chapman z željo po lažji prepoznavnosti na igrišču uvedel bele rokave in tudi izbral svetlejši odtenek. Za odgovor od kod ideja za bele rokave (takrat so bile majice praviloma enobarvne) obstajata dve možnosti. Po eni naj bi Chapman opazil gledalca na tribuni, ki je imel oblečen rdeč pulover in čez njega belo majico. Po drugi možnosti naj bi tako kombinacijo nosil risar Tom Webster, ko sta s Chapmanom igrala golf.
Taka kombinacija je ostala za vsa nadaljnja leta z izjemo dveh sezon. V sezoni 1966-67 je bila popolnoma rdeča, toda že naslednjo sezona so ponovno imeli bele rokave. V sezoni 2005-06, ki je bila zadnja na Highburyju, so nosili spominske temno rdeče majice, podobne tistim v prvi sezoni na tem stadionu leta 1913. V naslednji sezoni 2006-07 so se ponovno vrnili na tradicionalne barve.
Arsenalovi dresi so vplivali tudi na vsaj tri druge klube. Leta 1909 je temno rdečo barvo za drese prevzela češka Sparta iz Prage. Leta 1938 so se pri škotskem klubu Hibernian F.C. odločili za bele rokave, a ohranili zeleno barvo. Prav tako v tridesetih letih 20. stoletja je trener portugalskega kluba Sporting Clube de Braga po vrnitvi iz Londona popolnoma spremenil barve svojega kluba, nakar se je kluba oprijel vzdevek Os Arsenalistas oziroma 'arsenalisti'. Vse tri ekipe še danes nosijo takratne barve.
Arsenalov dres za gostujoče tekme je tradicionalno rumen in moder. Izjema sta sezoni 1982—1984, ko je rumeno nadomestila zelena. Od devetdesetih let 20. stoletja so redno menjavali barve gostujočih dresov, predvsem zaradi dobičkov od prodaje majic. Na splošno rečeno so ohranili rumeno oziroma modro barvo z različnimi odtenki in kombinacijami. V sezoni 2007-08 so se oddaljili od tradicije in uporabili bele majice in hlačke kostanjeve barve.
Arsenalove majice nosijo ime sponzorja od leta 1982, ko je klub sklenil pogodbo z japonskim elektrotehničnim podjetjem JVC. Med letoma 1999 do 2002 je bil sponzor japonsko podjetje SEGA Dreamcast. Med letoma 2002 in 2006 je bil sponzor mobilni operater O2. Od leta 2006 je sponzor letalska družba Emirates iz Združenih arabskih emiratov, ki je hkrati sponzor stadiona Emirates Stadium od njegovega odprtja avgusta 2006.
Arsenal je do leta 1986 je uporabljal opremo proizvajalca Umbro, med letoma 1986 in 1994 pa Adidas. Med letoma 1994 in 2014 je opremo dobavljal Nike, nato pa med letoma 2014 in 2019 Puma. Od leta 2019 pri klubu znova uporabljajo Adidasovo opremo.

## Stadioni
V prvih letih je bilo večino tekm odigranih na Manor Groundu, v obdobju 1890-93 pa tudi na Invicta Groundu. Manor Ground je bil le polje, kasneje so dodali še tribune. Na tem igrišču so ostali do selitve v severni London leta 1913. 
Highbury je bil Arsenalovo domovanje od septembra 1913 do maja  2006. Sprejel je lahko tudi preko 60 000 gledalcev, dokler ga niso morali leta 1993 prenoviti. Stojišča so spremenili v sedišča in tako zmanjšali kapaciteto na  Highbury 38 419 gledalcev.
Zaradi zahtev UEFe po dodatnem prostoru za reklamne panoje je Arsenal odigral dve sezoni (1998-99 in 1999-00) na večjem Wembley-u. 
Širitev ni bila možna, zato so odločil da zgradijo nov stadion. Tako je leta 2006 nastal Ashburton Grove (poimenovan tudi Emirates Stadium),ki ima 60.355 sedežev in je oddaljen okoli 500 metrov od Highbury.a.

## Navijači
Arsenal ima veliko in zvestih navijačev. Večina domačih tekem je razprodanih. V sezoni 2006–07 je imel Arsenal drugo največje povprečje gledalcev na tekomo v Angliji (60 045 gledalcev, kar znaša  99.8 % razpoložljivih kapacitet. Arsenalovi navijači se imenujejo "Gooners" (izpeljava iz vzdevka "The Gunners"). Lokacija klub je v bližjin bogatih in delavskih predelov Londona, kar pomeni da so navijači iz zelo različnih socialnih slojev. Po podatkih iz leta 2002 ima Arsenal povprečno 7.7 % ne-belih navijačev na tekmah, kar je največ med vsemi angleškimi nogometnimi klubi. Po svetu naj bi bilo okoli 27 milijonov navijačev, kar je tretje največ v svetu.
Najpogostejše navijaške pesmi so "One-Nil to the Arsenal (ena nič za Arsenal)" in "And it's Arsenaaal, Arsenal FC, we're by far the greatest team, the world has ever seen".

## Arsenal Ladies
Arsenal Ladies je ženski nogometni klub, povezan z Arsenalom F.C.  Ustanovljen je bil leta 1987 in postal pol-profesionalen leta 2002. Vodi jih Shelley Kerr. Arsenal Ladies je najuspešnejša ekipa v angleškem ženskem nogometu. V sezoni 2006-07 so postale prvakinje Ženske Premier lige, zmagovalke Ženskega pokala UEFA, Ženskega FA pokala in Ženskega ligaškega pokala.
Naslovi:
• UEFA Women's Champions League (UEFA ženski pokal): 1

2006–07

• FA WSL: 2 (rekord)

2011, 2012

• FA Women's Premier League National Division: 12 (rekord)

1992–93, 1994–95, 1996–97, 2000–01, 2001–02, 2003–04, 2004–05, 2005–06, 2006–07, 2007–08, 2008–09, 2009–10

• FA ženski pokal: 12 (rekord)

1992–93, 1994–95, 1997–98, 1998–99, 2000–01, 2003–04, 2005–06, 2006–07, 2007–08, 2008–09, 2010–11, 2012-13

• FA WSL kontinentalni pokal: 2 (rekord)

2011, 2012

• FA Women's Premier League pokal: 10 (rekord)

1991–92, 1992–93, 1993–94, 1997–98, 1998–99, 1999–2000, 2000–01, 2004–05, 2006–07, 2008–09

• FA Women's Community Shield: : 5 (rekord)

2000, 2001, 2005, 2006, 2007, 2008

• London County FA Women's Cup: 10 (rekord)

1994–95, 1995–96, 1996–97, 1999–2000, 2003–04, 2006–07, 2007–08, 2008–09, 2009–10, 2010–11

• National League South: 1

1991–92

• Highfield pokal: 1

1990–91

• Reebok pokal: 2

1991–92, 1995–96

• AXA Challenge pokal: 1

1998–99

## Statistika
David O'Leary si lasti največ nastopov za Arsenal – 722 nastopov med letoma 1975 in 1993. Sledi mu bivši kapetan Tony Adams z 669 nastopi. Med vratarji ima največ nastopov David Seaman (563).
Thierry Henry je najboljši strelec s skupno 226 goli v vseh tekmovanjih. Sledita mu Ian Wright (185 zadetkov) in  Cliff Bastin (178 zadetkov). Henry je dosegel tudi največ ligaških zadetkov (174).
Največ gledalcev na Arsenalovi domači tekmi je bilo 73 707 na tekmi Liga prvakov leta 1998. Tekma je bila na staremu Wembley-u, kjer so igrali zaradi omejitev na njihovem stadionu Highbury. Rekord na lastnem stadionu je iz leta 1935, ko si je tekmo ogledalo 73 295 gledalcev.

## Igralci

### Trenutna postava
Zadnja posodobitev: 06.08.2019
| Št. | Država   | Položaj | Igralec                   |
| --- | -------- | ------- | ------------------------- |
| 1   | Nemčija  | GK      | Bernd Leno                |
| 2   | Španija  | DF      | Hector Bellerin           |
| 4   | Egipt    | MF      | Mohamed Elneny            |
| 5   | Grčija   | DF      | Sokratis Papastathopoulos |
| 7   | Armenija | MF      | Henrikh Mkhitaryan        |
| 8   | Španija  | MF      | Dani Ceballos             |
| 9   | Francija | FW      | Alexandre Lacazette       |
| 10  | Nemčija  | MF      | Mesut Özil                |
| 11  | Urugvaj  | MF      | Lucas Torreira            |
| 14  | Gabon    | FW      | Pierre-Emerick Aubameyang |
| 15  | Anglija  | MF      | Ainsley Maitland-Niles    |
| 16  | Anglija  | DF      | Rob Holding               |
| 17  | Nigerija | FW      | Alex Iwobi                |
| 18  | Španija  | DF      | Nacho Monreal             |

| Št. |                      | Položaj | Igralec                 |
| --- | -------------------- | ------- | ----------------------- |
| 19  | Slonokoščena obala   | FW      | Nicolas Pepe            |
| 20  | Nemčija              | DF      | Shkodran Mustafi        |
| 21  | Anglija              | DF      | Calum Chambers          |
| 24  | Anglija              | FW      | Reiss Nelson            |
| 26  | Argentina            | GK      | Emiliano Martinez       |
| 27  | Grčija               | DF      | Konstantinos Mavropanos |
| 28  | Anglija              | MF      | Joe Willock             |
| 29  | Francija             | MF      | Matteo Guendouzi        |
| 30  | Anglija              | FW      | Eddie Nketiah           |
| 31  | Bosna in Hercegovina | DF      | Sead Kolašinac          |
| 32  | Anglija              | MF      | Emile Smith Rowe        |
| 33  | Anglija              | GK      | Matt Macey              |
| 34  | Švica                | MF      | Granit Xhaka            |
| 35  | Brazilija            | FW      | Gabriel Martinelli      |

GK - vratar ; DF - branilec ; MF - vezni igralec ; FW - napadalec

### Rezervna postava
| Št. | Država  | Položaj | Igralec          |
| --- | ------- | ------- | ---------------- |
| 38  | Anglija | DF      | Tolaji Bola      |
| 40  | Wales   | MF      | Robbie Burton    |
| 47  | Anglija | DF      | Zech Medley      |
| 50  | Anglija | DF      | Joseph Olowu     |
| 51  | Anglija | DF      | Tobi Omole       |
| 56  | Anglija | DF      | Dominic Thompson |

| Št. |         | Položaj | Igralec            |
| --- | ------- | ------- | ------------------ |
| 57  | Irska   | MF      | Nathan Tormey      |
| 69  | Anglija | MF      | Harrison Clarke    |
| 70  | Anglija | MF      | Trae Coyle         |
| 72  | Anglija | FW      | Tyreece John-Jules |
| 77  | Anglija | FW      | Bukayo Saka        |
| 86  | Anglija | GK      | Arthur Okonkwo     |

### Igralci na posoji
| Št. | Država        | Položaj | Igralec                                                   |
| --- | ------------- | ------- | --------------------------------------------------------- |
| 36  | Severna Irska | DF      | Daniel Ballard (Swindon Town do konca sezone 2019–20)     |
| 44  | Makedonija    | GK      | Dejan Iliev ( iClinic Sereď do konca sezone 2019–20)      |
| 52  | Anglija       | DF      | Jordi Osei-Tutu (VfL Bochum do konca sezone 2019–20)      |
| 54  | Anglija       | MF      | Ben Sheaf (Doncaster Rovers do konca sezone 2019–20)      |
| –   | Francija      | DF      | William Saliba (AS Saint-Etienne do konca sezone 2019–20) |

### Pomembnejši igralci
Za podrobne podatke o tej temi glej  Seznam igralcev Arsenala F.C. .

## Trenerji/Managerji
Do 23. may 2018. Prijateljske tekme niso upoštevane. Trenerji, označeni z zvezdico (*), so bili le nadomestni
| Ime               | Narod.        | Od                 | Do                 | Statistika | Statistika | Statistika | Statistika | Statistika | Statistika |
| Ime               | Narod.        | Od                 | Do                 | P          | W          | D          | L          | F          | A          |
| ----------------- | ------------- | ------------------ | ------------------ | ---------- | ---------- | ---------- | ---------- | ---------- | ---------- |
| Sam Hollis        | Anglija       | Avgust 1894        | Julij 1897         | 95         | 43         | 14         | 38         | 213        | 181        |
| Thomas Mitchell   | Škotska       | Avgust 1897        | Marec 1898         | 26         | 14         | 4          | 8          | 66         | 46         |
| George Elcoat     | Anglija       | Marec 1898         | Maj 1899           | 43         | 23         | 6          | 14         | 92         | 55         |
| Harry Bradshaw    | Anglija       | Avgust 1899        | Maj 1904           | 189        | 96         | 39         | 54         | 329        | 173        |
| Phil Kelso        | Škotska       | Julij 1904         | Februar 1908       | 151        | 63         | 31         | 57         | 225        | 228        |
| George Morrell    | Škotska       | Februar 1908       | Maj 1915           | 294        | 104        | 73         | 117        | 365        | 412        |
| Leslie Knighton   | Anglija       | Maj 1919           | Junij 1925         | 267        | 92         | 62         | 114        | 330        | 380        |
| Herbert Chapman   | Anglija       | Junij 1925         | 6. januar 1934     | 403        | 201        | 97         | 105        | 864        | 598        |
| Joe Shaw*         | Anglija       | 6. january 1934    | Junij 1934         | 23         | 14         | 3          | 6          | 44         | 29         |
| George Allison    | Anglija       | Junij 1934         | Junij 1947         | 283        | 131        | 75         | 77         | 543        | 333        |
| Tom Whittaker     | Anglija       | Junij 1947         | 24. oktober 1956   | 428        | 202        | 106        | 120        | 797        | 566        |
| Jack Crayston     | Anglija       | 24. oktober 1956   | Maj 1958           | 77         | 33         | 16         | 28         | 142        | 142        |
| George Swindin    | Anglija       | 21. junij 1958     | Maj 1962           | 179        | 70         | 43         | 66         | 320        | 320        |
| Billy Wright      | Anglija       | Maj 1962           | Junij 1966         | 182        | 70         | 43         | 69         | 336        | 330        |
| Bertie Mee        | Anglija       | Junij 1966         | 4. maj 1976        | 539        | 241        | 148        | 150        | 739        | 542        |
| Terry Neill       | Severna Irska | 9. julij 1976      | 16. december 1983  | 414        | 187        | 117        | 112        | 601        | 446        |
| Don Howe          | Anglija       | 16. december 1983  | 22. marec 1986     | 116        | 56         | 32         | 31         | 187        | 142        |
| Steve Burtenshaw* | Anglija       | 23. marec 1986     | 14. maj 1986       | 11         | 3          | 2          | 6          | 7          | 15         |
| George Graham     | Škotska       | 14. maj 1986       | 21. februar 1995   | 460        | 225        | 133        | 102        | 711        | 403        |
| Stewart Houston*  | Škotska       | 21. februar 1995   | 15. junij 1995     | 19         | 7          | 3          | 9          | 29         | 25         |
| Bruce Rioch       | Škotska       | 15. junij 1995     | 12. avgust 1996    | 47         | 22         | 15         | 10         | 67         | 37         |
| Stewart Houston*  | Škotska       | 12. avgust 1996    | 15. september 1996 | 6          | 2          | 2          | 2          | 11         | 10         |
| Pat Rice*         | Severna Irska | 16. september 1996 | 30. september 1996 | 4          | 3          | 0          | 1          | 10         | 4          |
| Arsène Wenger     | Francija      | 1. oktober 1996    | 22. may 2018       | 615        | 350        | 154        | 111        | 1103       | 560        |
| Unai Emery        | Španija       | 23. may 2018       |                    |            |            |            |            |            |            |

## Naslovi
- First Division in od leta 1992 Premier League  Skupaj naslovov: 13

1930-31 , 1932-33 , 1933-34 , 1934-35 , 1937-38 , 1947-48 , 1952-53 , 1970-71 , 1988-89 , 1990-91 , 1997-98 , 2001-02 , 2003-04
- FA Pokali: 13

1929-30 , 1935-36 , 1949-50 , 1970-71 , 1978-79 , 1992-93 , 1997-98 , 2001-02 , 2002-03 , 2004-05, 2013/14, 2014/15, 2016/17
- Ligaški pokali: 2

1986-87 , 1992-93
- Angleški superpokal - Community Shield: 12

1930 , 1931 , 1933 , 1934 , 1938 , 1948 , 1953 , 1991 (naslov deljen), 1998, 1999 , 2002 , 2004
- Pokal velesejemskih mest: 1

1969-70
- Pokal pokalnih zmagovalcev: 1

1993-94
Arsenalova zbirka angleških ligaških naslovov je tretja največja (za Liverpoolovo in Manchesterovo, medtem ko je zbirka naslovov v FA Pokalu druga največja (za Manchesterovo). Arsenal je osvojil tri Dvojčke (Zmago v ligi in pokalu v isti sezoni) v letih 1971, 1998 in 2002, s čimer si deli mesto z Manchesterom Unitedom. So tudi prva ekipa, ki je osojila Pokalni dvojček z zmago v FA Pokalu in Ligaškem pokalu leta 1993.

## Povezave
- Uradno spletno mesto
- Arsenal Arhivirano 2007-07-16 na Wayback Machine. na ligaški uradni strani
- Arsenal na straneh Evropske nogometne zveze